# البرق الأسود (مسلسل)
البرق الأسود هو مسلسل تلفزيوني درامي أمريكي عن الأبطال الخارقين.

## روابط خارجية
- الموقع الرسمي
- البرق الأسود (مسلسل) على موقع IMDb (الإنجليزية)
- البرق الأسود (مسلسل) على موقع ميتاكريتيك (الإنجليزية)
- البرق الأسود (مسلسل) على موقع روتن توميتوز (الإنجليزية)
- البرق الأسود (مسلسل) على موقع نتفليكس (الإنجليزية)
- البرق الأسود (مسلسل) على موقع فيلمافينيتي (الإسبانية)
- البرق الأسود (مسلسل) على موقع كينوبويسك (الروسية)
- البرق الأسود (مسلسل) على موقع ألو سيني (الفرنسية)
- البرق الأسود (مسلسل) على موقع قاعدة بيانات الفيلم (الإنجليزية)